# البرتو مونتاگودو
البرتو مونتاگودو (انگلیسی: Alberto Monteagudo؛ زادهٔ ۲۷ سپتامبر ۱۹۷۴) بازیکن فوتبال اهل اسپانیا است.
از باشگاه‌هایی که در آن بازی کرده‌است می‌توان به باشگاه فوتبال رئال مورسیا، باشگاه فوتبال رکریتیوو اوئلوا، باشگاه فوتبال نومانسیا، باشگاه فوتبال آلباسته بالومپیه، باشگاه فوتبال لاس پالماس، و باشگاه فوتبال خرز اشاره کرد.